# Miami River (Floride)
Pour les articles homonymes, voir Canadian.
La Miami River est un fleuve de Floride qui traverse les Everglades, puis la ville de Miami. 

## Géographie
Long de 8,9 km, le fleuve est canalisé depuis l'aéroport international de Miami jusqu'à son embouchure dans la baie de Biscayne. À l'origine ses rives étaient peuplées à son embouchure par les Tequestas, elle abrite aujourd'hui le port de Miami.

## Étymologie
On pense généralement que son nom vient d'un mot Amérindien signifiant simplement « eau douce », mais la première mention de ce nom vient de Hernando de Escalante Fontaneda, qui fut prisonnier des Indiens dans le sud de la Floride pendant 17 ans. Lorsqu'il faisait référence à ce qui est aujourd'hui connu sous le nom de lac Okeechobee, il le nommait « Lac des Mayaimis », du nom du peuple qui vivait sur ses rives et qui dans leur langue signifie « grande étendue d'eau » La rivière a également porté les noms de Garband River, Rio Ratones, Fresh Water River, Sweetwater River et Lemon River. Elle est définitivement connue sous le nom de Miami River depuis la Seconde Guerre séminole de 1835 à 1842.

## Sources
- (en) Miami River Commission
- (en) Jerald T. Milanich, Florida Indians and the Invasion from Europe. Gainesville, Florida: University Press of Florida 1995.  (ISBN 0-8130-1360-7)
- (en) Donald C. Gaby, The Miami River and its Tributaries. Miami: The Historical Association of Southern Florida 1993.  (ISBN 0-935761-04-7)

- (en) Cet article est partiellement ou en totalité issu de l’article de Wikipédia en anglais intitulé « Miami River (Florida) » (voir la liste des auteurs).